# Berthold Hatschek
Berthold Hatschek (3 de abril de 1854 – 18 de enero de 1941) fue un zoólogo austriaco recordado por sus aportes embriológicos y morfológicos al estudio de los invertebrados.
Estudió zoología en Viena bajo la dirección de Carl Claus (1835-1899), y en Leipzig bajo la de Rudolf Leuckart (1822-1898). Obtuvo su doctorado en la Universidad de Leipzig con su disertación titulada Beiträge zur Entwicklungsgeschichte der Lepidopteren (Contribuciones a la historia del desarrollo de los lepidópteros). A los 31 años (1885) fue nombrado profesor de zoología en la Universidad Carolina de Praga, y a partir de 1896 fue profesor y director del segundo instituto zoológico de la Universidad de Viena.
Uno de los aportes más importantes de Hatschek es la llamada "teoría de la larva trocófora", en la que explica que la trocófora es posiblemente la forma larval del ancestro común de casi todos los bilaterios y metazoarios, un organismo hipotético llamado "trocozoon" (que en su vida adulta era parecido a un rotífero).
Otro gran aporte a la zoología fue su reorganización del phylum Coelenterata (actualmente Radiata) de Frey y Leuckart en tres phyla: Spongiaria (actualmente Porifera), Cnidaria y Ctenophora. Por último, se le reconoce el descubrimiento de dos estructuras clave en el desarrollo de los anfioxos (Cephalocordata),: la "foseta de Hatschek" y el "nefridio de Hatschek". Sus aportes fueron claves para entender cuál fue el origen del proceso de desarrollo de los animales. 

## Obras selectas
Sus obras más reconocidas tratan del desarrollo de distintos grupos de invertebrados, y son influenciadas por los trabajos del naturalista Ernst Haeckel (1834-1919). Dentro de éstas, se encuentran:
- Studien über Entwicklungsgeschichte der Anneliden. Ein Beitrag zur Morphologie der Bilaterien, 1878. (Estudios sobre el desarrollo de los annelidos. Una contribución a la morfología de los bilaterios.)
- Studien über entwicklung des Amphioxus, 1881. (Estudios sobre el desarrollo de los anfioxos)
- Lehrbuch der Zoologie : eine morphologische Übersicht des Thierreiches zur Einführung in das Studium dieser Wissenschaft, 1888. (Libro de texto de Zoología: un estudio morfológico de los reinos animales como introducción al estudio de esta ciencia)
- The Amphioxus and its development, traducido al inglés, 1893.
- Das acromerit des Amphioxus, 1906.
- Das neue Zoologische Sistema, 1911. (El nuevo sistema zoológico)